# Интуитивизм
Интуитиви́зм — направление в философии, признающее в интуиции наиболее достоверное средство познания и отвергающее формализацию акта познания в других философских направлениях. Интуитивизм возникает на рубеже XIX—XX вв. и противопоставляет себя позитивистскому пониманию научного знания и ограничению человеческого опыта исключительно сферой чувственного восприятия.

## История
В интуитивизме можно выделить два основных течения. Для первого, развитого французским философом Анри Бергсоном, характерно противопоставление интуиции и интеллекта, который он трактует как орудие оперирования с «мёртвыми вещами» — материальными, пространственными объектами. К этому течению близка философия жизни, развивавшаяся в то же время в Германии.
Появление второго течения связано преимущественно с русской философией и особенно с Николаем Онуфриевичем Лосским. Лосский не противопоставляет интеллект и интуицию, а наоборот — пытается объединить их, как средства познания. Под интуитивизмом Лосский понимает учение о том, что познанный объект, даже если он является частью внешнего мира, включается непосредственно сознанием познающего субъекта в личность и поэтому понимается как существующий независимо от акта познания. Лосский выделяет три вида интуиции — чувственную, интеллектуальную и мистическую.
Интуитивизм в этике выделился в XX в. как самостоятельное течение в философии и особенное распространение получил в Англии. Главные представители — Джордж Мур, Чарлз Брод, Дэвид Росс и Альфред Юинг. В этом направлении рассматриваются проблемы установления и признания норм нравственности и морали. Утверждается, что эти нормы нельзя вывести из научного знания о человеке и природе, а постигаются они лишь с помощью интуиции.
Интуитивизм развивали также русские философы С. Л. Франк, Е. Н. Трубецкой, французские неотомисты Э. Жильсон, Ж. Маритен и др., представители германской феноменологической школы М. Шелер, Н. Гартман. В Португалии последователем течения был Леонарду Коимбра.
В марксистской философии, развиваемой в Советском Союзе, интуитивизм критиковался как буржуазное идеалистическое учение, имеющее ненаучный характер. Тем не менее, исследование гносеологических аспектов интуиции получило развитие в советской философии. Этими проблемами занимался, в частности, известный советский философ В. Ф. Асмус, изучавший роль интуиции в современной философии и математике. Под интуитивным знанием в материалистическом смысле понимается такое знание, которое не выводится в результате логических построений, а возникает как непосредственное созерцание (чувственная интуиция) или как непосредственное усмотрение ума (интеллектуальная интуиция).

## Этический интуитивизм
Этический (моральный) интуитивизм представляет собой метаэтическую теорию и является разновидностью морального нон-натурализма. Центральным для интуитивизма является эпистемологический тезис, в соответствии с которым  некоторые базовые моральные пропозиции являются необходимыми, синтетическими и самоочевидными истинами, которые мы можем познать с помощью рациональной интуиции. Известными представителями интуитивизма были Дж. Мур, Ч. Д. Броуд, У. Д. Росс. Современным сторонником интуитивизма является Майкл Хьюмер. В основе его версии данной теории лежат три тезиса:
1. Семантический: функцией оценочных предикатов, таких как «добрый», является приписывание вещам объективных свойств.
2. Метафизический: мы не всегда ошибаемся, когда делаем оценочные суждения; некоторые вещи добры, некоторые злы. Существуют нередуцируемые объективные ценности.
3. Эпистемологический: на основе рациональной интуиции мы обосновано убеждены в истинности некоторых оценочных утверждений. Наше знание моральных истин не происходит всецело из чувственного восприятия, и не все моральные истины выводимы из неморальных истин. По крайней мере некоторые моральные истины самоочевидны.